# Franziska Möllinger
Louise Franziska Möllinger (Spira, 14 marzo 1817 – Zurigo, 26 febbraio 1880) è stata una fotografa svizzera di origini tedesche, attiva come dagherrotipista all'inizio degli anni quaranta dell'Ottocento.
Si pensa che sia stata la prima fotografa attiva in Svizzera e la prima in questo paese a utilizzare già nel 1844 la litografia come mezzo per riprodurre copie dei suoi paesaggi.

## Biografia
Nata il 14 marzo 1817 a Spira, in Germania, da una famiglia di origine mennonita, Louise Franziska Möllinger era la secondogenita dell'orologiaio David Möllinger e di sua moglie Rosina, nata Flicht. Alla morte del padre nel 1834, la famiglia si trasferì in Svizzera.
Per tutta la vita Möllinger fu molto legata al fratello maggiore Otto (1814–1886), scienziato naturale e inventore, che aveva studiato matematica e fisica e che dal 1836 insegnò presso la scuola cantonale di Soletta. Dal 1842 la giovane viaggiò in diverse zone della Svizzera, realizzando dagherrotipi di panorami e paesaggi. Il processo dagherrotipico era stato reso pubblico nel 1839, e in quello stesso anno in Svizzera ne erano state offerte dimostrazioni pratiche.
Non è molto chiaro il motivo per cui Franziska Möllinger si interessò ai dagherrotipi, ma potrebbe essere stato perché il fratello Otto era l'editore del giornale locale di Soletta, il Verwiderer GemeinProfit-Knowledge, che nel numero 4 dell'aprile 1839, ossia quattro mesi prima dell'annuncio all'Académie des Sciences e all'Académie des beaux-arts, aveva pubblicato un rapporto sull'opera di Louis Daguerre, descrivendone il processo e la sua importanza per l'umanità. Nel numero di dicembre, un altro articolo di Otto Möllinger ne riportò i progressi, precisandone i dettagli e inducendo a ipotizzare che avesse, da solo o con la sorella, condotto esperimenti pratici.
Franziska Möllinger fu la prima donna a praticare la fotografia in Svizzera e una delle prime a produrre dagherrotipi. Come donna, era certamente un'eccezione in una professione in gran parte riservata agli uomini, e il fatto che per realizzare il suo progetto si spostasse in diverse località, viaggiando su una roulotte da usare come camera oscura, conferma la sua personalità non convenzionale.

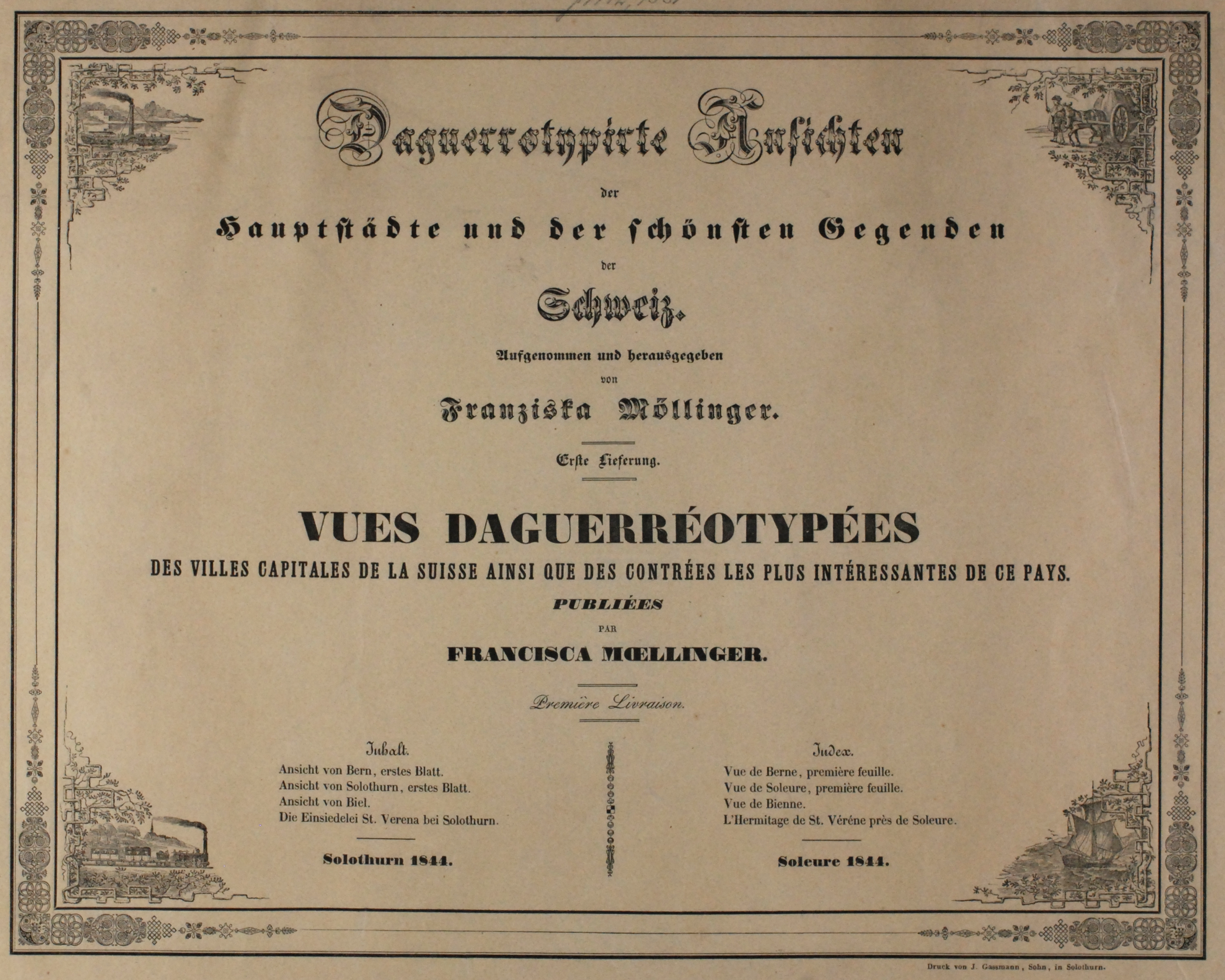
Frontespizio della collezione di 16 litografie di scene rurali e cittadine svizzere realizzate da Mönninger nel 1844

Oltre alle vedute panoramiche, la fotografa svizzera era disponibile a scattare fotografie di ritratti individuali e familiari, così come venne riportato in un annuncio pubblicato sul n. 28 del Solothurner Blatt dell'8 aprile 1843.
Poiché i dagherrotipi non potevano essere ristampati, Möllinger riportò le sue immagini in viste litografate che potevano essere duplicate.
Nel 1844 pubblicò le prime quattro litografie prodotte da Johann Heinrich Wagner, basate sui suoi dagherrotipi, con il titolo Daguerreotypirte Ansichten der Hauptstädte und der schönsten Gegenden der Schweiz - Vues daguerréotypées des villes capitales de la Suisse ainsi que des contrées les plus intéressantes de ce pays (Vedute dagherrotipate delle capitali e delle regioni più belle della Svizzera).
Delle trenta litografie che aveva in programma, solo 16 vennero portate a compimento, e di queste è sopravvissuta solo una lastra originale dagherrotipica con la veduta del castello di Thun (circa 1844).
Nel 1872, dopo il licenziamento del fratello avvenuto su istigazione dei circoli ecclesiastici a seguito della pubblicazione del saggio di ispirazione monistico-panteistica Die Gottidee der neuen Zeit (1869), secondo il quale la natura era l'unica rivelazione, la famiglia Möllinger si trasferì a Fluntern (Zurigo), dove Otto gestì un istituto di matematica e un collegio.
Dopo una malattia prolungata, forse causata da avvelenamento da vapori di mercurio generati durante i processi fotografici, Franziska Möllinger morì di complicazioni polmonari a Zurigo il 26 febbraio 1880.

## Galleria delle litografie di Möllinger
Selezione delle litografie pubblicate da Möllinger nel 1844 sulla base dei suoi dagherrotipi:

### Scene di città

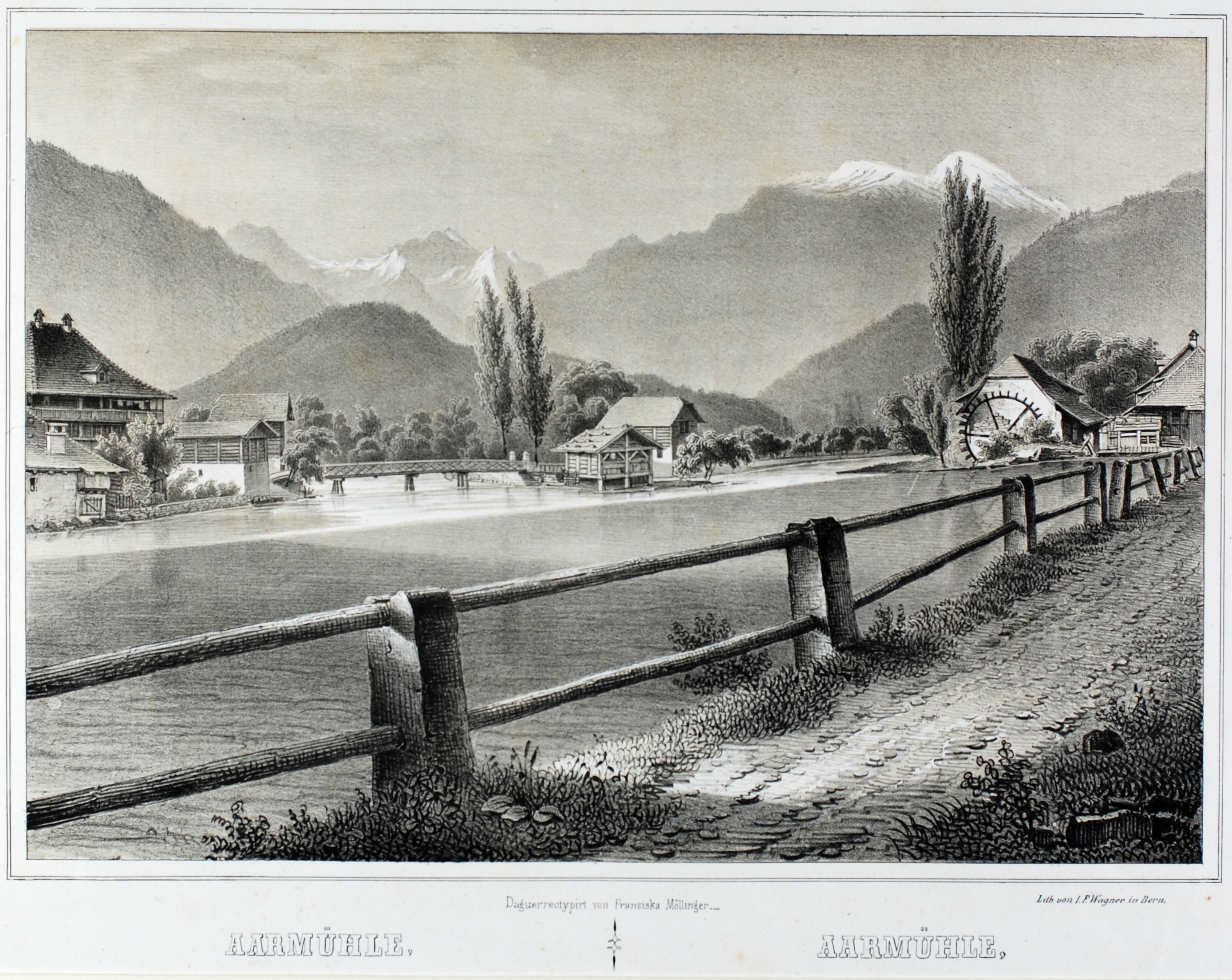
Aarmühle
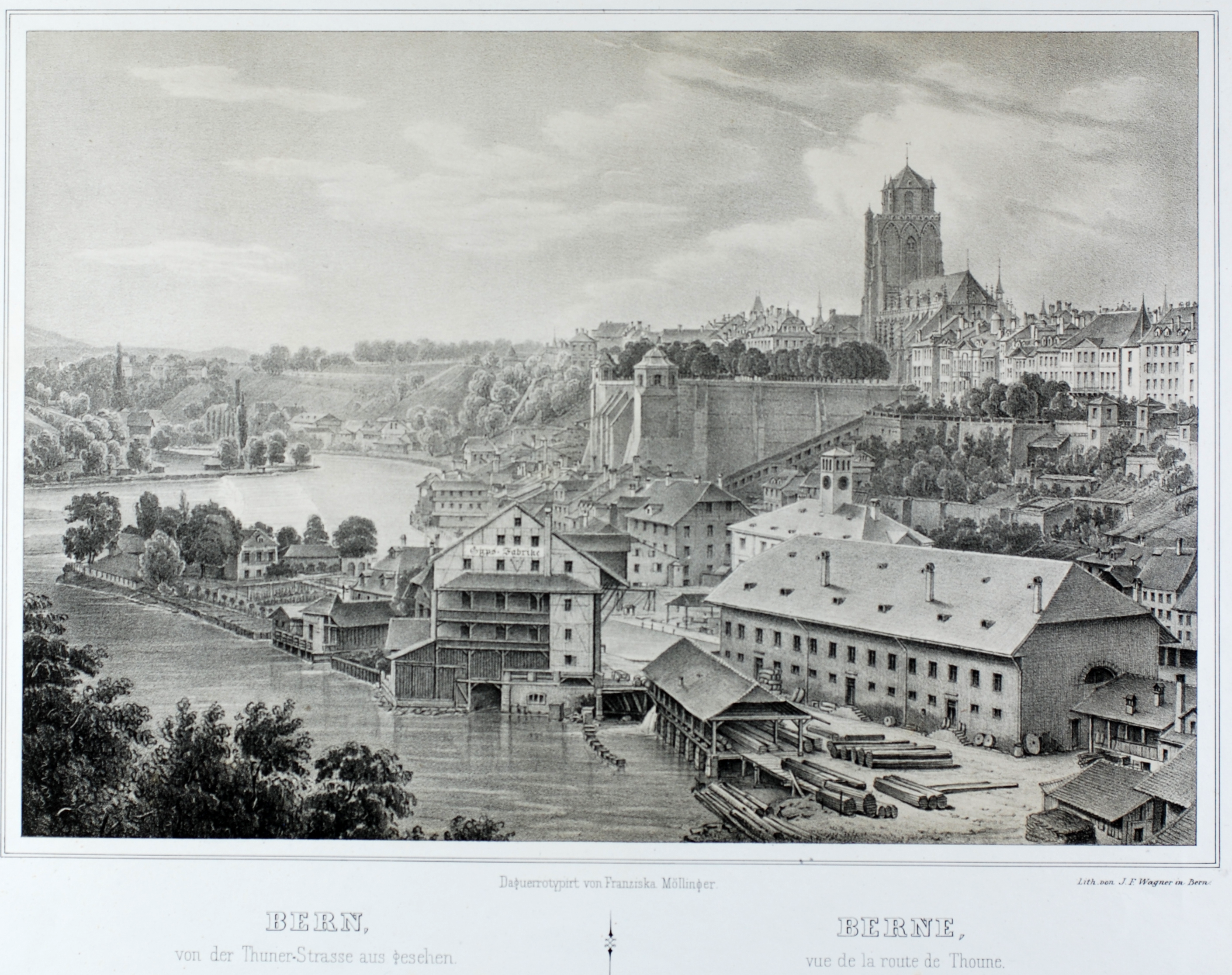
Berna
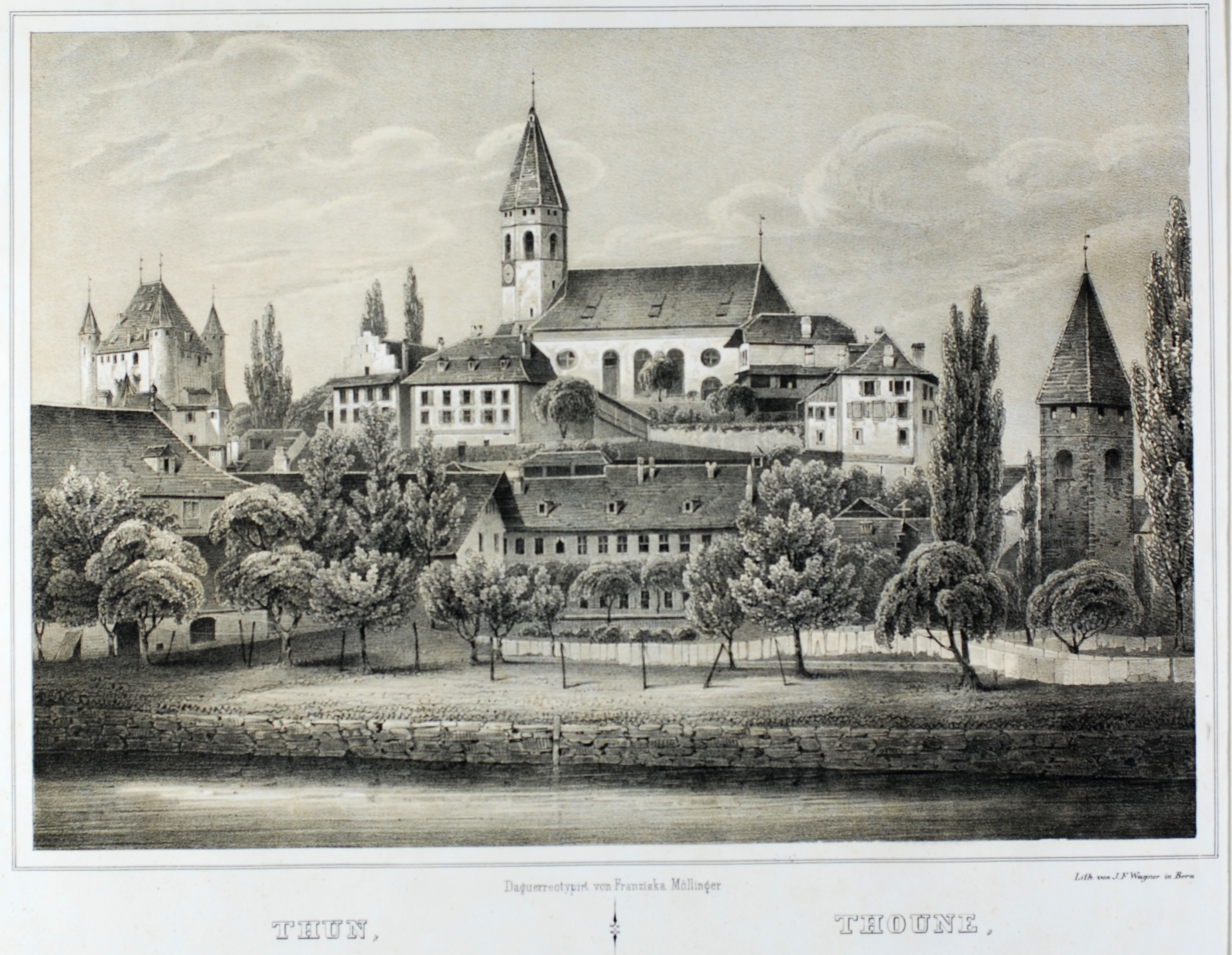
Faulhorn
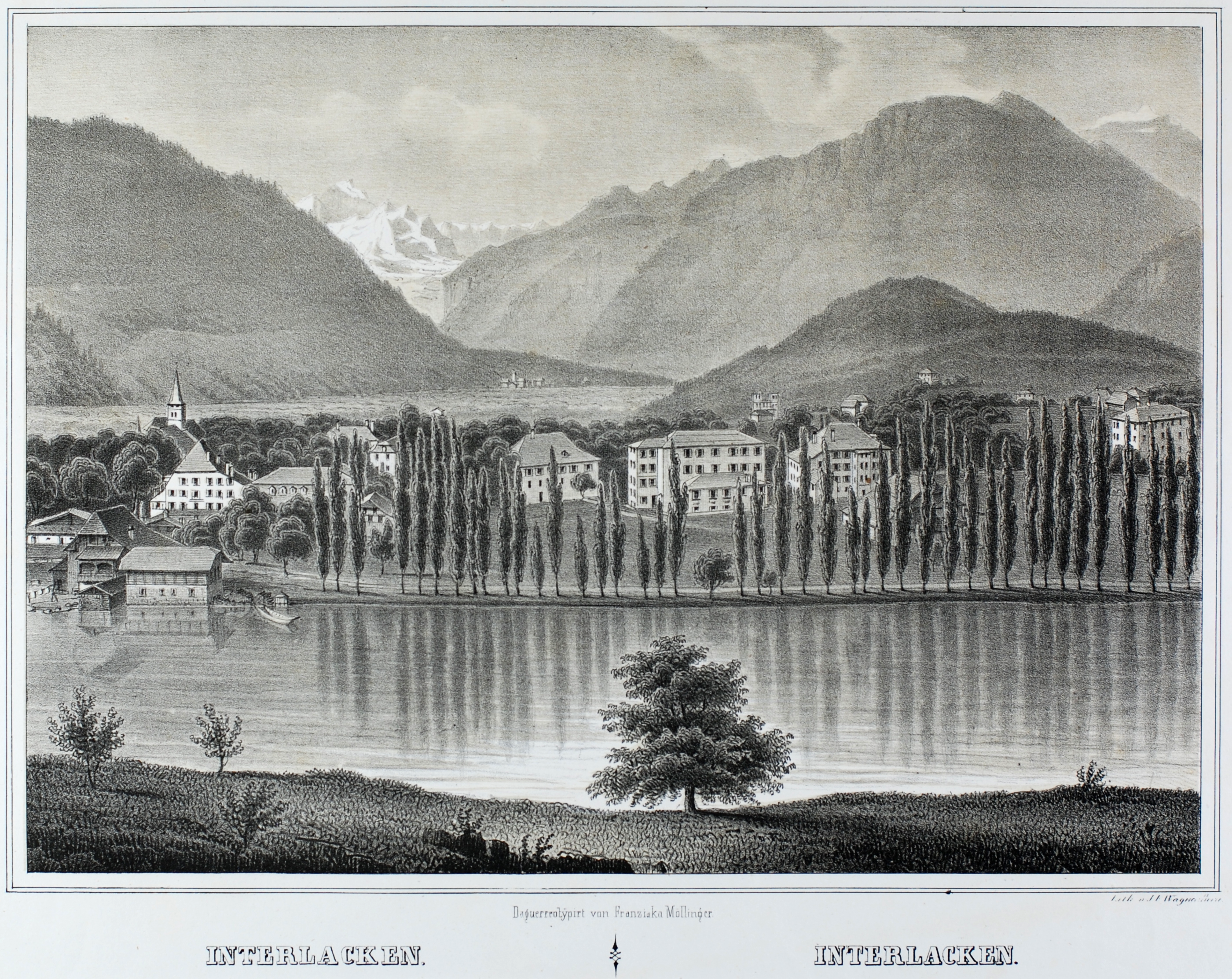
Interlaken
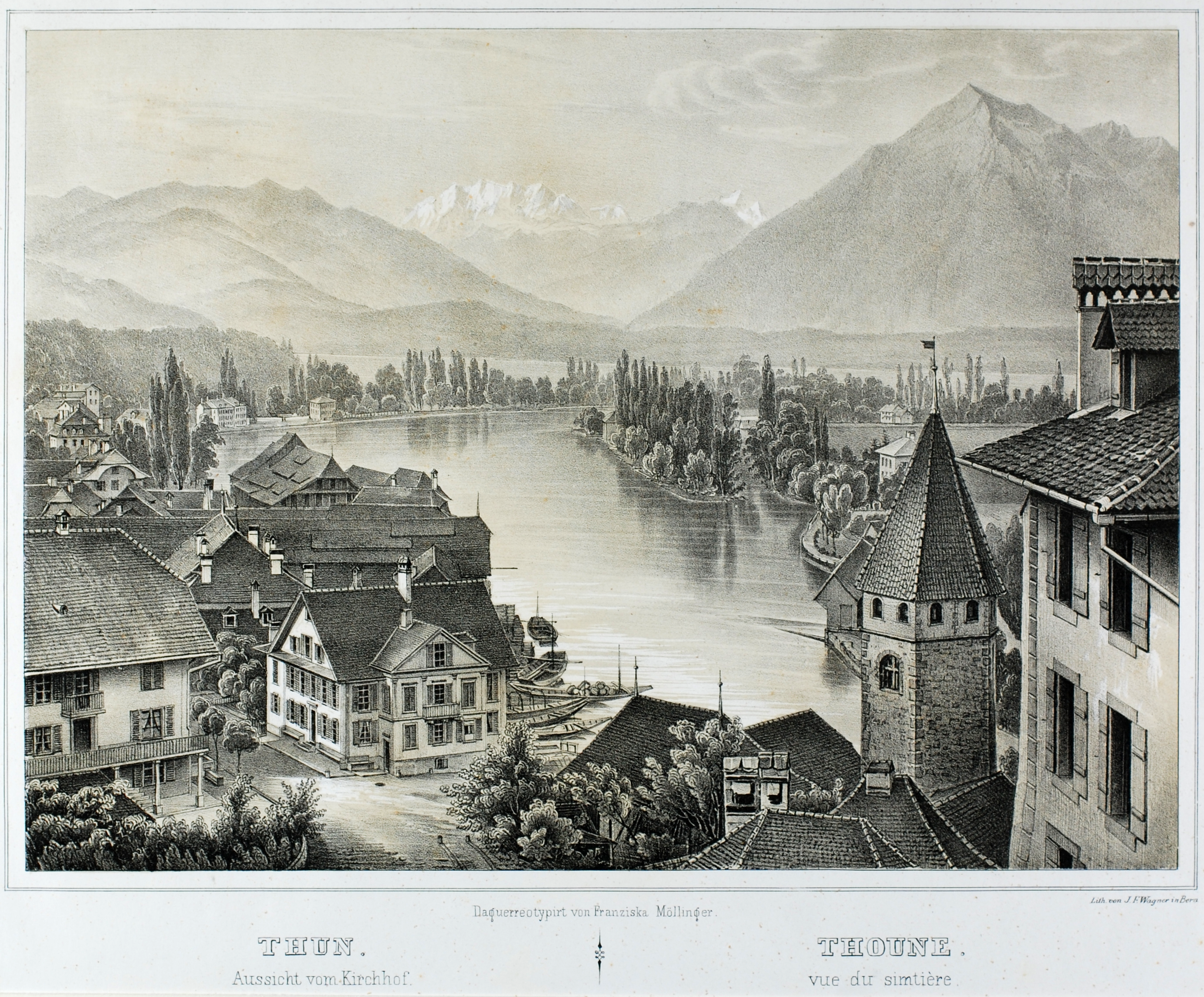
Thun

### Scene rurali

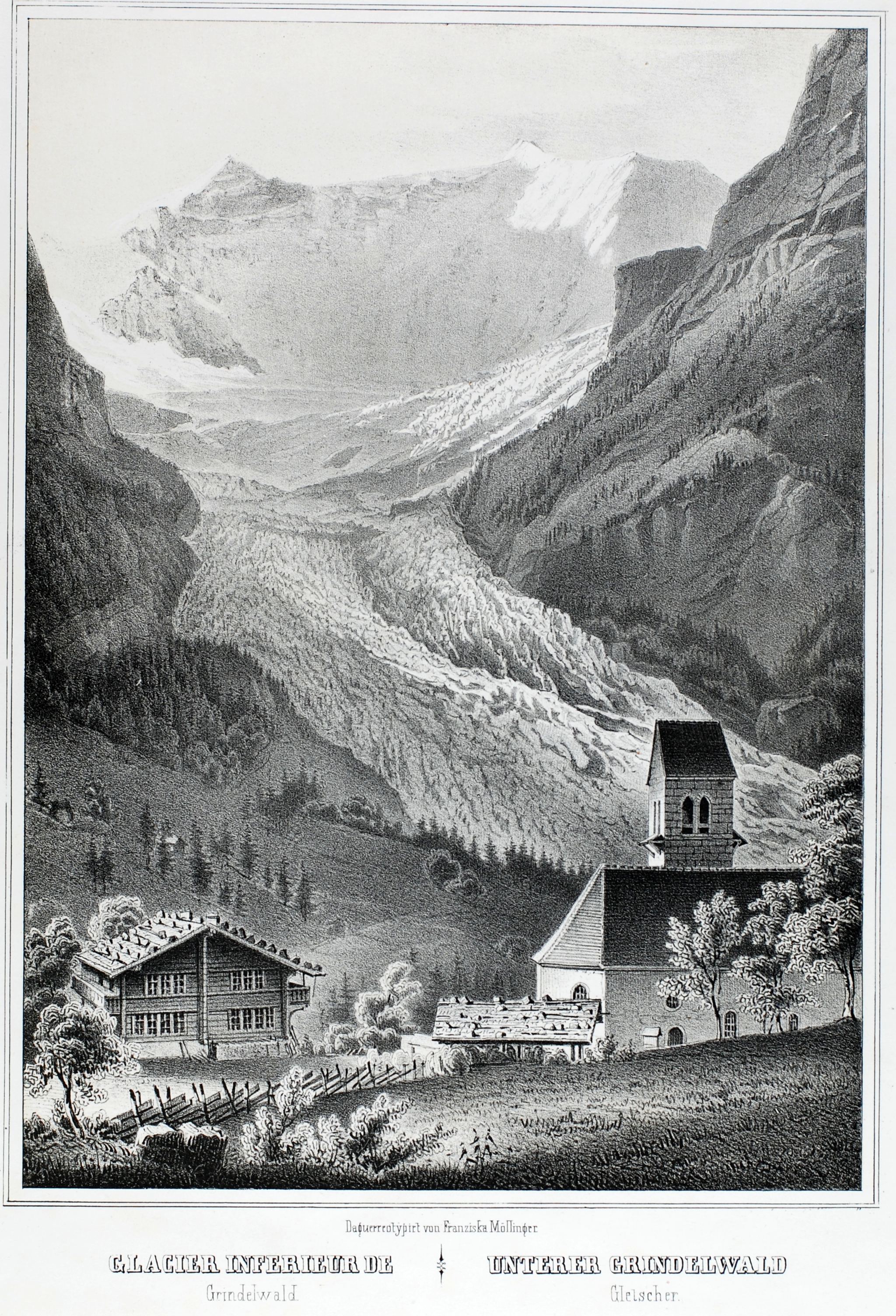
Il ghiacciaio di Grindelwald
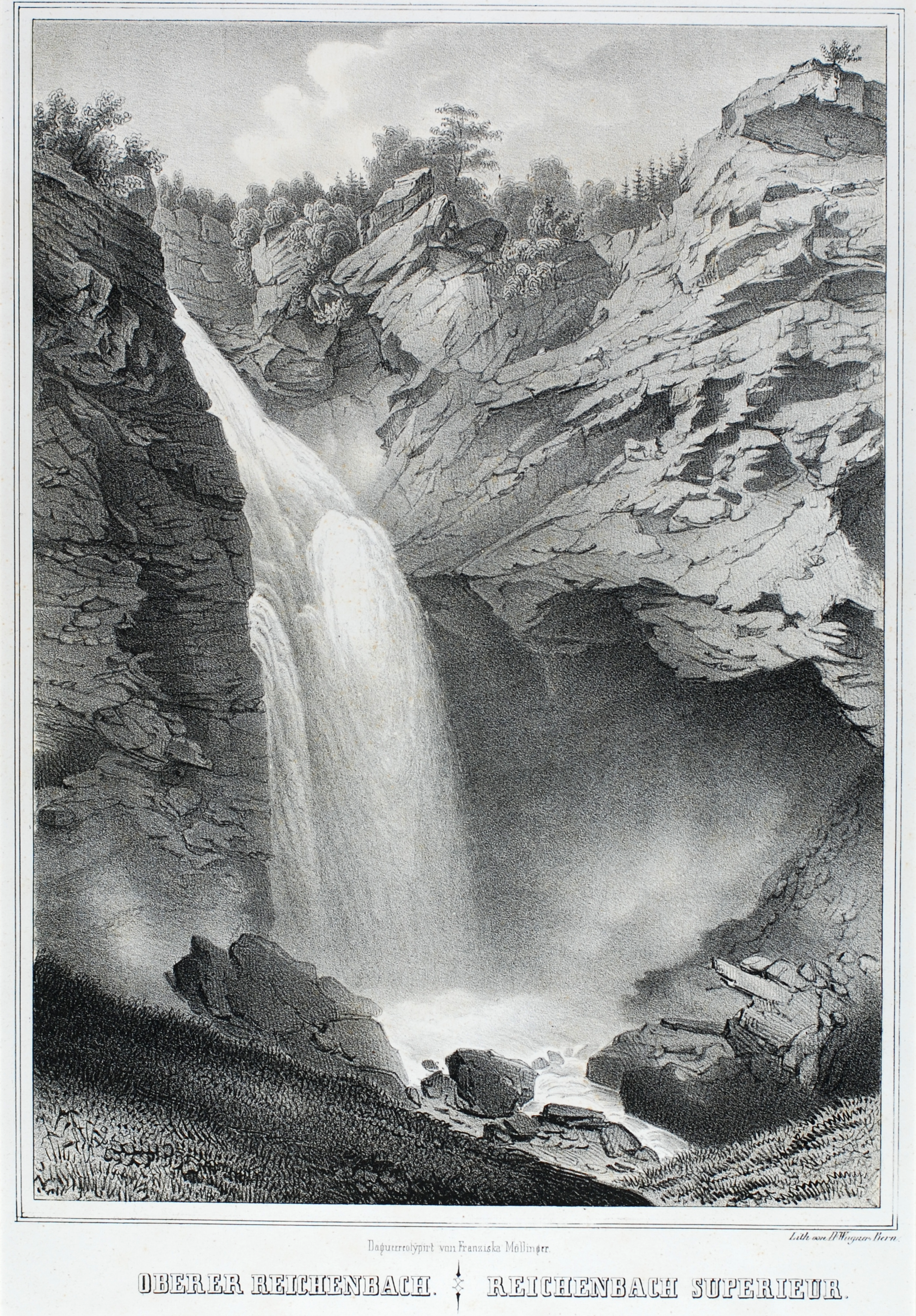
Oberer Reichenbach
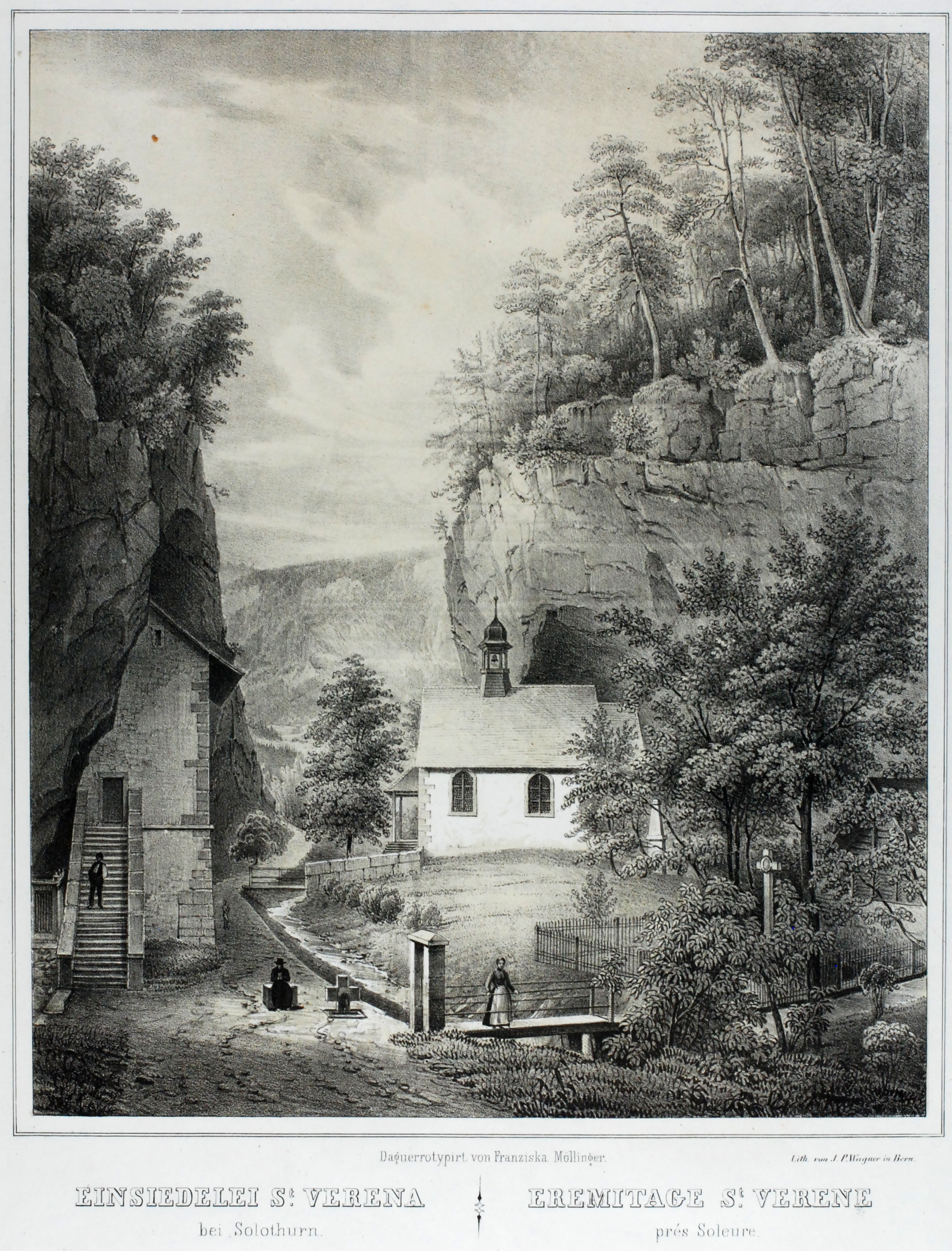
Gola di Verena
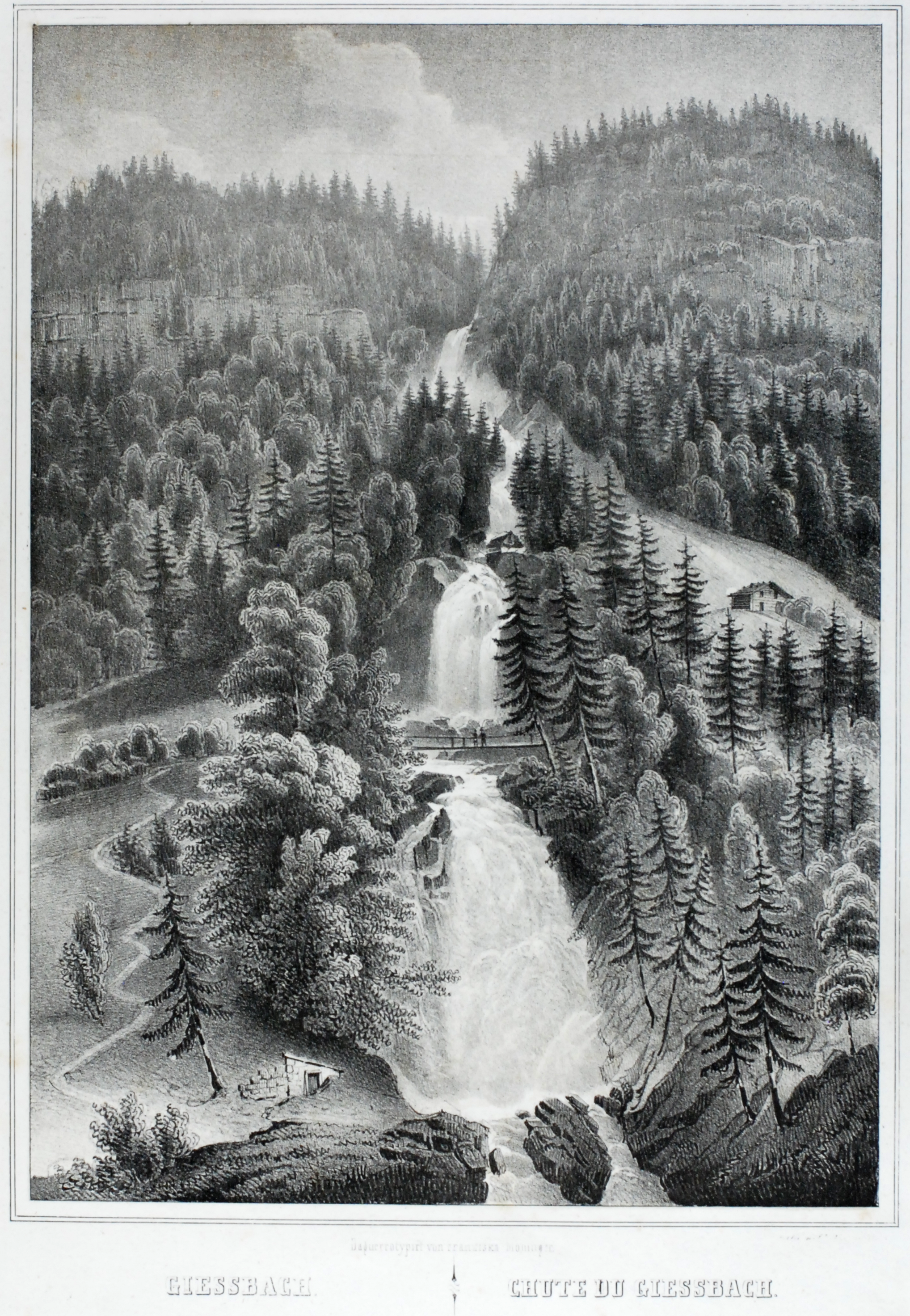
Giessbach